# Universitatea din Coimbra
Universitatea din Coimbra (în portugheză Universidade de Coimbra, în latină Universitas Conimbrigensis) este cea mai veche universitate din Portugalia, una din cele mai vechi universități europene.
A fost întemeiată în anul 1290 de regele Dionisie al Portugaliei.